# وضع كلابي
وضع كلابي هو مجموعة من الوضعيات الجنسية حيث يجلس الشريك المتلقي على أطرافه الأربعة، في حين أن الشريك المدرج يولج في مهبل أو شرج الشريك المتلقي من الخلف.
وقد استخدم هذا الوضع منذ العصور القديمة. وصف في كاماسوترا باسم «جماع البقرة» وذكر كذلك في الروض العاطر.

## مزايا وعيوب
في هذا الوضع، يمكن للشريك المولج رؤية جسد الشريك المولج فيه دون عائق من الخلف، مع أيدي وأرجل حرة الشيء الذي يسمح له بتحفيز أرداف الشريك المتلقي، أعضائه التناسلية، حلماته، فتحة شرجه وحتى الضرب في بعض الأحيان. بالنسبة لبعض النساء توفر هذه الوضعية أفضل تحفيز للبقعة جي، لكن فقط حد أدنى من تحفيز البظر.
تعتبر هذه الوضعية أقل حميمية في بعض الأحيان لأن إتصال الأعين والتقبيل يكونان أكثر صعوبة.
الاختلافات الكبيرة في طول الساقين بين الشريكين قد يجعل الجماع صعباً. يسبب عمق وزاوية الاختراق في هذا الوضع آلام أثناء ممارسة الجنس. يقترح المستشارون الجنسيون الحذر واستعمال المزيد من التزييت.

## أضرار صحية
تؤدي ممارسة جماع الدبر في الدبر وذلك بين رجلين أو رجل وامرأة إلى عدة أضرار صحية منها:
- الإصابة بالتهاب الكبد الفيروسي أ.[4]
- السيدا.[5]
- شرخ بفتحة الشرج.
- تمزق وفضفضة عضلات المستقيم.
- التأثير على الأعضاء التناسلية والإصابة بالعقم.
- التيفوئيد الزحار.
- التهاب الشرج والمستقيم.
- الإصابة بالفطريات والطفيليات التناسلية.
- مرض الجرب وقمل العانة.
- ثئاليل الشرج.
- الزهري.

## حكم الإسلام في جماع الدبر
يختلف حكم الإسلام في ممارسة جماع الدبر اختلافاً جذرياً بين كون ممارسته بين رجلين أو رجل وامرأة وكذلك في مكان الإيلاج أكان الفرج أو الشرج وبين كون العلاقة شرعية أو غير ذلك.

### بين رجل وامرأة
أما إن كان في إطار علاقة غير شرعية فحكمه حكم الزنا عموماً أي التحريم، أما إن كان في إطار شرعي (زواج) ففيه هو الآخر نوعان:
- جماع الدبر مع الإيلاج في الفرج: ويعرف أيضاً بالإتيان من الدبر في القبل، كان الأنصار ومن وليهم يأخذون سنة اليهود في هيئة المباشرة هذه فكانوا يرون أن من أتى امرأته من دبرها في قبلها كان الولد الناجم عن ذلك الجماع أحولاً. ولذلك كانوا يتجنبون هذا الوضع.[7]

لا يرى فيه الفقهاء حرجاً لعموم قوله تعالى ﴿نِسَاؤُكُمْ حَرْثٌ لَكُمْ فَأْتُوا حَرْثَكُمْ أَنَّى شِئْتُمْ وَقَدِّمُوا لِأَنْفُسِكُمْ وَاتَّقُوا اللَّهَ وَاعْلَمُوا أَنَّكُمْ مُلَاقُوهُ وَبَشِّرِ الْمُؤْمِنِينَ ۝٢٢٣﴾ [البقرة:223] وقوله ﴿وَيَسْأَلُونَكَ عَنِ الْمَحِيضِ قُلْ هُوَ أَذًى فَاعْتَزِلُوا النِّسَاءَ فِي الْمَحِيضِ وَلَا تَقْرَبُوهُنَّ حَتَّى يَطْهُرْنَ فَإِذَا تَطَهَّرْنَ فَأْتُوهُنَّ مِنْ حَيْثُ أَمَرَكُمُ اللَّهُ إِنَّ اللَّهَ يُحِبُّ التَّوَّابِينَ وَيُحِبُّ الْمُتَطَهِّرِينَ ۝٢٢٢﴾ [البقرة:222] وذلك لكون الإتيان في الفرج وعدم وجود ضابط شرعي يحدد كيفية الجماع.

ودليل ذلك من السنة قول الشافعي أخبرني عمي محمد بن على بن شافع قال أخبرني عبد الله بن على بن السائب عن عمرو بن أحيحة بن الجلاح عن خزيمة ابن ثابت:
- جماع الدبر مع الإيلاج: ويعرف أيضاً بالإتيان من الدبر في الدبر، وقد أجمع الفقهاء على تحريم إتيان الزوجة في دبرها أكان من قبلها أو من دبرها.[7][11]

### بين رجلين
وهو ما يعرف في الاصطلاح الإسلامي بفعل قوم لوط، أي أن يتم الاتصال الجنسي بين رجلين وهو محرم مهما كانت الوضعية التي مورس بها ويعتبر مخالفاً للفطرة، قال تعالى: ﴿إِنَّكُمْ لَتَأْتُونَ الرِّجَالَ شَهْوَةً مِنْ دُونِ النِّسَاءِ بَلْ أَنْتُمْ قَوْمٌ مُسْرِفُونَ ۝٨١﴾ [الأعراف:81]